# Vaudeville (Amérique)
Pour les articles homonymes, voir Vaudeville (homonymie).

Affiche du Sandow Trocadero Vaudevilles, 1894.

En Amérique du Nord, le mot vaudeville (prononcé : /ˈvɔːd(ə)vɪl/) désigne un genre de divertissement théâtral de variétés. Né en France à la fin du XIXe siècle, un vaudeville est une comédie sans intention psychologique ou morale, basée sur un comique de situation. Initialement, il s'agissait d'une composition dramatique ou une poésie légère, entrecoupée de chansons ou de ballets. Aux États-Unis et au Canada, le vaudeville devient populaire du début des années 1880 jusqu'au début des années 1930, mais l'esprit du spectacle de vaudeville américain est radicalement différent de son antécédent français.
Analogue, à certains égards, au music-hall de la Grande-Bretagne victorienne, un spectacle de vaudeville typique est composé d'une série de numéros séparés et indépendants, regroupés dans un programme commun. Les types de numéros comprennent des musiciens populaires et classiques, des chanteurs, des danseurs, des comédiens, des dompteurs, des magiciens, des ventriloques, des imitateurs, des acrobates, des clowns, des illustrated songs, des jongleurs, des pièces en un acte ou des scènes de pièces de théâtre, des athlètes, des conférences données par des célébrités, des minstrel shows et des films. Un artiste de vaudeville est souvent appelé un « vaudevillien ».
Le vaudeville se développe à partir de nombreuses sources, dont le concert saloon, le minstrel show, le freak show, les dime museums et le burlesque américain littéraire. Qualifié de « cœur du show business américain », le vaudeville est l'un des types de divertissement les plus populaires en Amérique du Nord pendant plusieurs décennies.

## Étymologie
L'origine du terme est parfois expliquée comme étant dérivée de l'expression française voix de ville (« voix de la ville »). Une seconde interprétation fréquente est qu'elle proviendrait des chansons normandes qui avaient cours, depuis plusieurs siècles, dans le Val-de-Vire, et compilées par les poètes Olivier Basselin et Jean Le Houx dans le recueil Vaudevire.
Certains, cependant, préfèrent le terme de « variété »  à ce que le directeur Tony Pastor appelle son successeur « trouillard et francisé ». Ainsi, le vaudeville est commercialisé en tant que « variété » jusque dans le XXe siècle.

## Les débuts

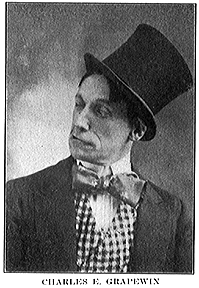
L'acteur de vaudeville Charley Grapewin, vers 1900

Avec ses premières apparitions subtiles au début des années 1860, le vaudeville n'est pas au départ une forme courante de divertissement. La forme évolue progressivement du concert saloon et de la salle de variétés vers sa forme mature tout au long des années 1870 et 1880. Cette forme atténuée est connue sous le nom de « vaudeville poli ».
Dans les années précédant la Guerre de Sécession, le divertissement existe à une échelle différente. Certes, le théâtre de variétés existe déjà avant 1860 en Europe et ailleurs. Aux États-Unis, dès les premières décennies du XIXe siècle, les amateurs de théâtre peuvent profiter d'un spectacle composé de pièces de Shakespeare, d'acrobaties, de chant, de danse et de comédie. Au fil des années, les personnes à la recherche d'un amusement diversifié trouvent un nombre croissant de façons de se divertir. Le vaudeville est caractérisé par des compagnies itinérantes qui parcourent les villes et les villages. Une poignée de cirques fait régulièrement le tour du pays ; les dime museums attirent les curieux ; les parcs d'attractions, les bateaux fluviaux et les town halls offrent souvent des présentations de divertissements variés « plus propres » que les saloons, music-halls et maisons burlesques, qui s'adressent à ceux qui ont le goût du risque. Dans les années 1840, le minstrel show, un autre type de spectacle de variétés, « première émanation d'une culture de masse omniprésente et purement américaine », acquiert une énorme popularité et forme ce que Nick Tosches appelle « le cœur du show business du XIXe siècle ». Une influence significative vient également des ménestrels et des comédiens « hollandais » (c'est-à-dire allemands ou faux allemands). Des medicine shows parcourent la campagne en proposant des programmes de comédie, de musique, de jongleurs et d'autres nouveautés ainsi que des présentations de pommades, élixirs et remèdes miracles, tandis que les spectacles de Far West offrent des vues romantiques de la frontière en voie de disparition, avec des chevauchées, de la musique et des drames. Le vaudeville incorpore ces divers spectacles itinérants dans une forme stable et institutionnalisée focalisée sur les centres urbains en pleine croissance.
À partir du milieu des années 1860, l'impresario Tony Pastor, ancien chanteur et clown de cirque devenu un éminent artiste et directeur de théâtre de variétés, capitalise sur les sensibilités de la classe moyenne et son pouvoir d'achat lorsqu'il commence à présenter des programmes de variétés « polis » dans ses théâtres de New York. Pastor ouvre son premier Opera House sur le Bowery en 1865, déplaçant plus tard son activité de théâtre de variétés à Broadway et, finalement, sur la 14e Rue près d'Union Square. Il ne commence à utiliser le terme « vaudeville » à la place de « variété » qu'au début de 1876. Dans l'espoir d'attirer un potentiel public généré par l'activité marchande dans l'Upper Manhattan, Pastor interdit la vente d'alcool dans ses théâtres, élimine de ses spectacles le matériel de débauche et offre des cadeaux de charbon et de jambons aux participants. L'expérience du Pastor s’avère fructueuse, et d'autres gestionnaires lui emboîtent rapidement le pas.

## Popularité
Benjamin F. Keith franchit l'étape suivante, en commençant par Boston, où il construit un empire de théâtres. Plus tard, Edward F. Albee (le grand-père adoptif du dramaturge Edward Albee, lauréat du prix Pulitzer), dirige la chaîne pour son plus grand succès. Des circuits comme ceux gérés par Keith et Albee fournissent la plus grande innovation économique du vaudeville et la principale source de sa force industrielle. Ils permettent à une chaîne de salles franchisées de remédier au chaos du système de réservation de théâtre unique en contractant des numéros pour des tournées régionales et nationales. Celles-ci peuvent facilement être prolongées de quelques semaines à deux ans.
E.F. Albee donne également une importance nationale au divertissement « poli » du vaudeville, un engagement pour un divertissement également inoffensif pour les hommes, les femmes et les enfants. Les numéros qui violent cette philosophie (par exemple, ceux qui utilisent des mots tels que « enfer ») sont réprimandés et menacés d'expulsion des représentations pour le reste de la semaine, voire complètement annulés. Malgré de telles menaces, les artistes interprètes ou exécutants bafouent régulièrement cette censure, souvent pour le plus grand plaisir des spectateurs dont la sensibilité est censée être en danger.
Ce « divertissement poli » s'étend également aux membres de la société de Keith. Il prend des mesures extrêmes pour maintenir ce niveau de respectabilité. Les acteurs qui choisissent d'ignorer ces ordres ou de quitter la tournée, sont mis sur liste noire et ne sont plus jamais autorisés à travailler dans le circuit de Keith.
À la fin des années 1890, le vaudeville dispose de grands circuits, des salles (petites et grandes) dans presque toutes les villes d'importance, des réservations standardisées, un vaste réservoir de numéros certifiés et une clientèle nationale fidèle. L'un des plus grands circuits est l'Orpheum Circuit de Martin Beck. Il est créé en 1919 et réuni 45 théâtres de vaudeville dans 36 villes à travers les États-Unis et le Canada et détient des intérêts dans deux circuits de vaudeville. Un autre circuit majeur est celui d'Alexander Pantages. À son apogée, Pantages possède plus de 30 théâtres de vaudeville et en contrôle, par le biais de contrats de gestion, peut-être 60 de plus aux États-Unis et au Canada.

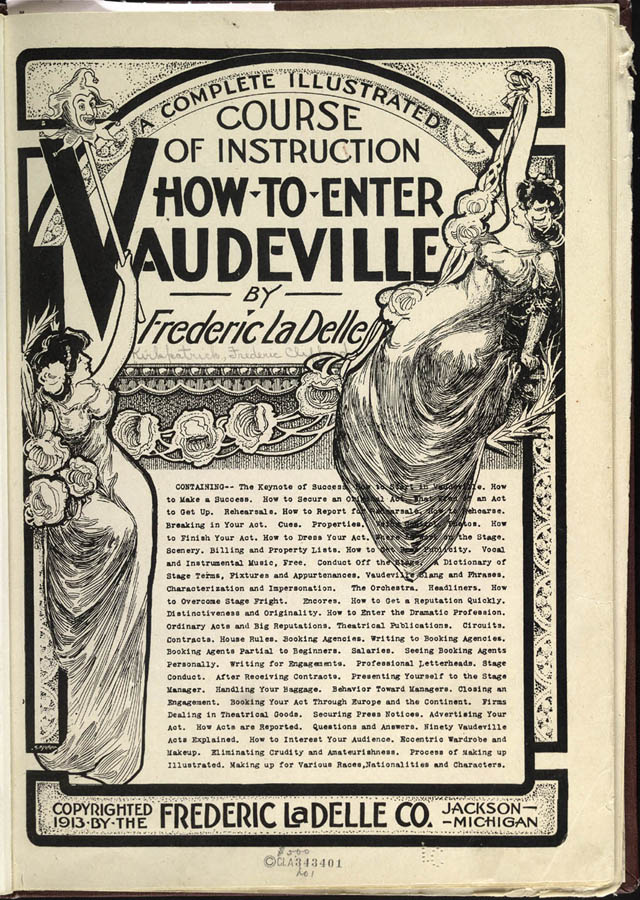
Livret de 1913 à l'attention des futurs vaudevilliens.

À son apogée, le vaudeville joue sur plusieurs strates de classes économiques et de tailles d'auditorium. Les trois niveaux les plus courants sont le « small time » (des contrats mal rémunérés pour des représentations fréquentes dans des théâtres difficiles, souvent convertis), le « medium time » (salaire modéré pour deux représentations par jour dans des théâtres spécialement aménagés) et le « big time » (rémunération possible de plusieurs milliers de dollars par semaine dans les grands théâtres urbains largement fréquentés par les classes moyennes et supérieures). Au fur et à mesure que les artistes gagnent en renommée, ils se frayent un chemin vers des conditions de travail moins pénibles et une meilleure rémunération. La Mecque du big time est le Palace Theatre de New York (ou simplement « The Palace » dans l'argot des vaudevilliens), construit par Martin Beck en 1913 et exploité par B. F. Keith. Doté d'un programme rempli de numéros de nouveauté inventifs, de célébrités nationales et de maîtres reconnus dans la performance de vaudeville (comme le comédien au lasso Will Rogers), le Palace fourni ce que de nombreux vaudevilliens considèrent comme l'apothéose d'une carrière remarquable. Un programme standard commence par un sketch, suivi par un soliste (un artiste masculin ou féminin), un alley-oop (un numéro acrobatique), puis un autre soliste, suivi d'un autre sketch comme une comédie blackface. Les numéros qui suivent pour le reste du spectacle vont des comédies musicales aux jongleurs en passant par les solistes de chanson et de danse et se terminent par une extravagance finale — musicale ou dramatique — avec toute la compagnie. Ces spectacles mettent en vedette des stars telles que le pianiste de ragtime et de jazz Eubie Blake, le célèbre prestidigitateur Harry Houdini et l'enfant star Baby Rose Marie. Dans un article du New-York Tribune sur le vaudeville, il est dit que celui-ci emploie, en permanence, plus de 12 000 personnes différentes. Chaque artiste serait sur la route 42 semaines.
Alors que, précédemment, le vaudeville avait toujours eu tendance à adapter les tarifs en fonction d'un public spécifique à une localisation, le vaudeville mature se développe pour présenter des salles et des circuits spécifiquement destinés à certains groupes démographiques. Les clients afro-américains, souvent séparés à l'arrière de la deuxième galerie dans les théâtres à orientation blanche, ont aussi leurs propres circuits plus petits (par exemple le circuit T.O.B.A.), tout comme les locuteurs de l'italien et du yiddish. Cet ajout étranger combiné avec la comédie produit des numéros tels que les minstrels shows de l'Amérique d'avant-guerre et le théâtre yiddish. Bon nombre de ces groupes ethniques se joignent à cette entreprise de divertissement, et pour elles, ce style de vie itinérant est simplement la continuation des aventures qui les ont amenées en Amérique. Ces numéros leur permettent de s'intégrer dans leur nouveau pays tout en apportant des morceaux de leur propre culture dans ce nouveau monde. Les circuits régionaux à vocation blanche, tels que le « Peanut Circuit » de la Nouvelle-Angleterre, fournissent également des terrains de formation essentiels pour les nouveaux artistes tout en permettant aux artistes établis d'expérimenter et de peaufiner de nouveaux matériaux. À son apogée, le vaudeville n'est rivalisé, parmi les principaux lieux de rassemblement publics du pays, que par les églises et les écoles publiques.

## Le rôle des femmes

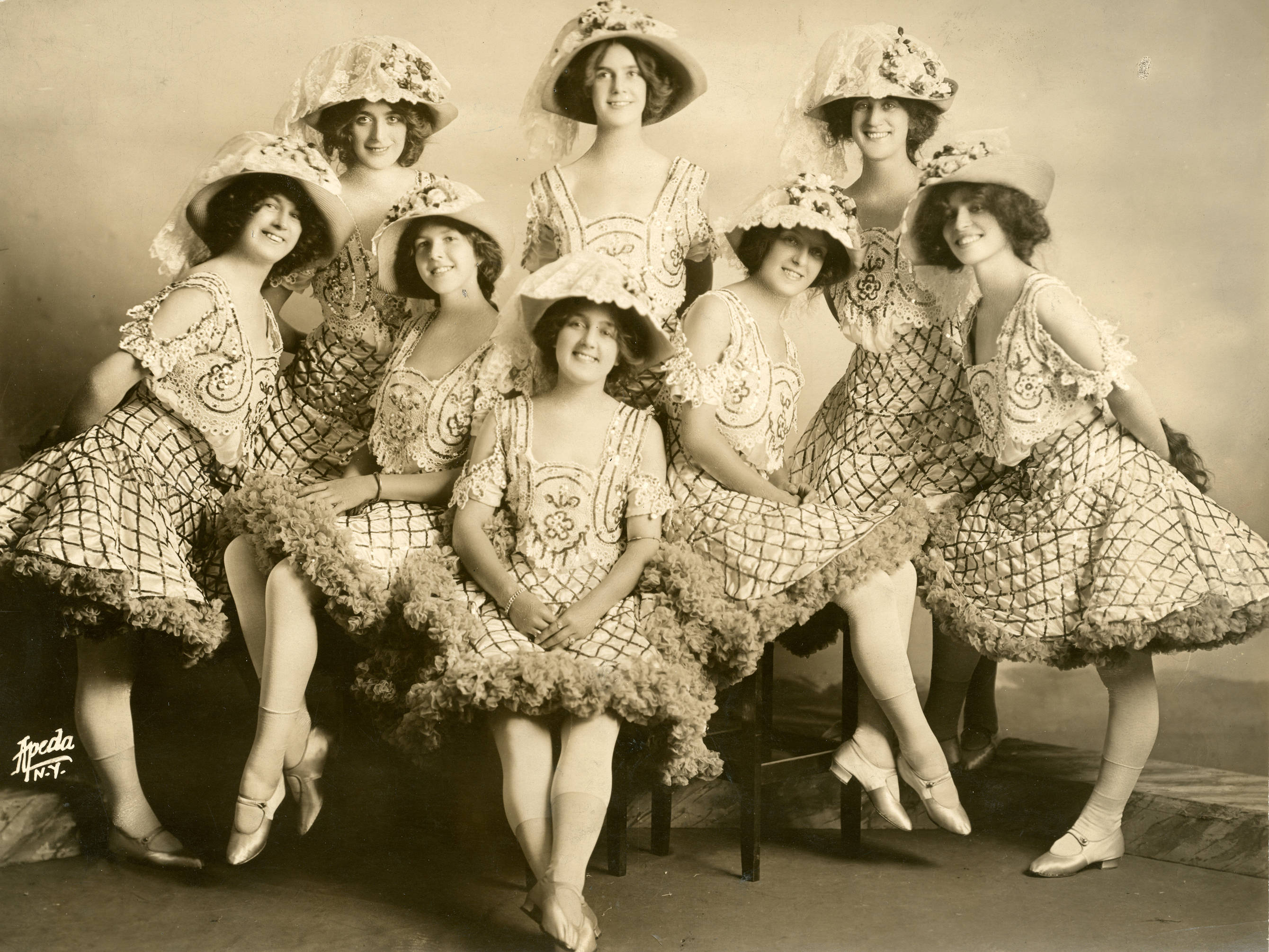
Les Palace Girls en 1913

Un autre aspect légèrement différent de vaudeville est un intérêt croissant pour la figure féminine. Comme indiqué dans Blue Vaudeville d'Andrew Erdman, la scène du vaudeville est « un espace hautement sexualisé... où des corps dénudés, des danseuses provocantes et des chanteuses de paroles "bleues" rivalisent pour attirer l'attention ». De telles performances mettent en évidence et matérialisent le corps féminin comme un « plaisir sexuel ». Mais plus que cela, le vaudeville marque une époque où le corps féminin devient plus que jamais son propre « spectacle sexuel ». Plus cette image rapporte, plus le vaudeville se concentre sur des numéros impliquant des femmes. Même les tableaux aussi innocents qu'un numéro de nonne est plus vendeur qu'un numéro de moine. Par conséquent, les interprètes féminines de Vaudeville telles que Julie Mackey et les Gibson's Bathing Girls commencent à se concentrer moins sur le talent et plus sur l'attrait physique de leur silhouette, grâce à leurs robes moulantes et autres vêtements révélateurs. Cela devient finalement une surprise pour les membres du public lorsque de si belles femmes possèdent un talent en plus de leur apparence attrayante. Cet élément de surprise marque une grande partie de la réaction au divertissement féminin de cette époque.
Dans les années 1920, des annonces de recherche de groupes exclusivement féminins pour des spectacles de vaudeville apparaissent dans des publications de l'industrie comme Billboard, Variety et dans les journaux d'actualités. Des groupes comme The Ingenues et The Dixie Sweethearts sont bien médiatisés. Des tendances similaires dans le théâtre et le cinéma matérialisent les images de femmes pour permettre un regard masculin dans les divisions entre les sexes qui se développent à mesure que le rôle des femmes dans la vie publique est en expansion.

## Liste d'artistes de vaudeville
Voir en anglais :
- (en)  List of vaudeville performers: A–K
- (en)  List of vaudeville performers: L–Z

## Vaudeville et immigration
En plus de la prééminence du vaudeville en tant que forme de divertissement américain, le spectacle reflète la culture nouvelle du centre-ville urbain et l'interaction avec son public. Représentant une grande partie de l'immigration aux États-Unis au milieu du XIXe siècle, les Irlando-Américains sont confrontés aux Américains établis et font l’objet de discrimination en raison de leurs caractéristiques ethniques, physiques et culturelles. Le stéréotype du « blanc-bec » concernant les Irlandais est relatif à leur statut d'immigrants américains nouvellement arrivé.
À la suite de l'immigration irlandaise, plusieurs vagues se succèdent au cours desquelles de nouveaux immigrants de différents horizons entrent en contact avec les Irlandais. Déjà installés et étant de langue maternelle anglaise, les Irlandais s'emparent de ces avantages et commencent à affirmer leur prédominance dans la hiérarchie raciale des immigrants en fonction du teint et du statut d'assimilation, s’octroyant ainsi des postes qui leur étaient auparavant inaccessibles.

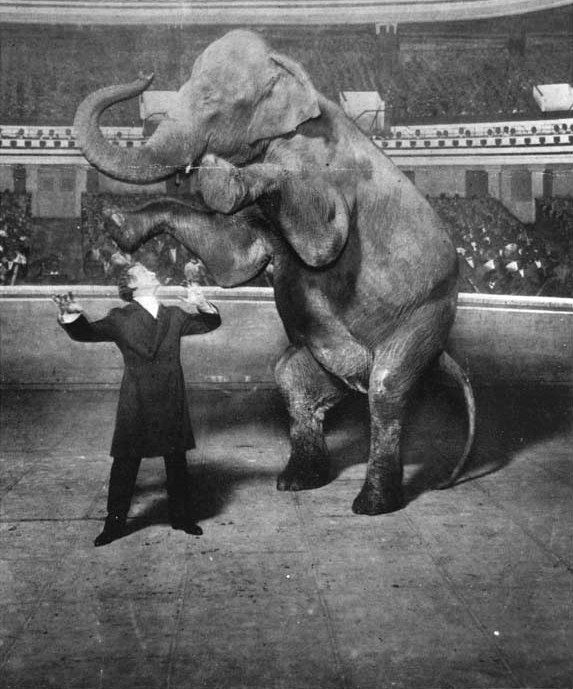
Harry Houdini, disparition de l'éléphant Jennie, 7 janvier 1918.

Dans le contexte du paysage urbain américain inconnu, le vaudeville est utilisé, comme un moyen d'expression et de compréhension dans les interactions entre les immigrants nouvellement arrivés et les immigrants déjà installés. L'expérience des immigrés dans leur nouveau pays souvent hostile, est désormais utilisée pour un soulagement comique sur la scène du vaudeville, où les stéréotypes de différents groupes ethniques se perpétuent. Les stéréotypes bruts qui émergent sont facilement identifiables, non seulement par leurs attributs culturels ethniques distincts, mais aussi par la façon dont ces attributs diffèrent de la culture et de l'identité américaines établies.
Malheureusement, les interactions entre les groupes ethniques dans les conditions de vie proches des villes, créent également des tensions raciales qui se reflètent dans le vaudeville. Le conflit entre les Irlandais et les Afro-Américains voit la promotion du minstrel black face sur scène, utilisé à dessein pour placer les Afro-Américains sous les Irlandais dans la hiérarchie urbaine raciale et sociale.
À l’instar des Irlandais, les groupes ethniques tels que les Chinois, les Italiens, les Allemands et les Juifs utilisent des caricatures ethniques pour se comprendre.
Les caricatures ethniques qui composent désormais l'humour américain reflètent les interactions positives et négatives entre les groupes ethniques dans les villes américaines. Les caricatures servent de méthode pour comprendre différents groupes et leurs positions sociétales au sein de leurs villes. L’exemple du « blanc-bec » irlandais montre aux nouveaux arrivants ce à quoi ils peuvent aspirer. L'idéal irlando-américain de transition du bidonville au rideau de dentelle devient un modèle d’ascension économique pour les groupes d'immigrants.

## Le déclin

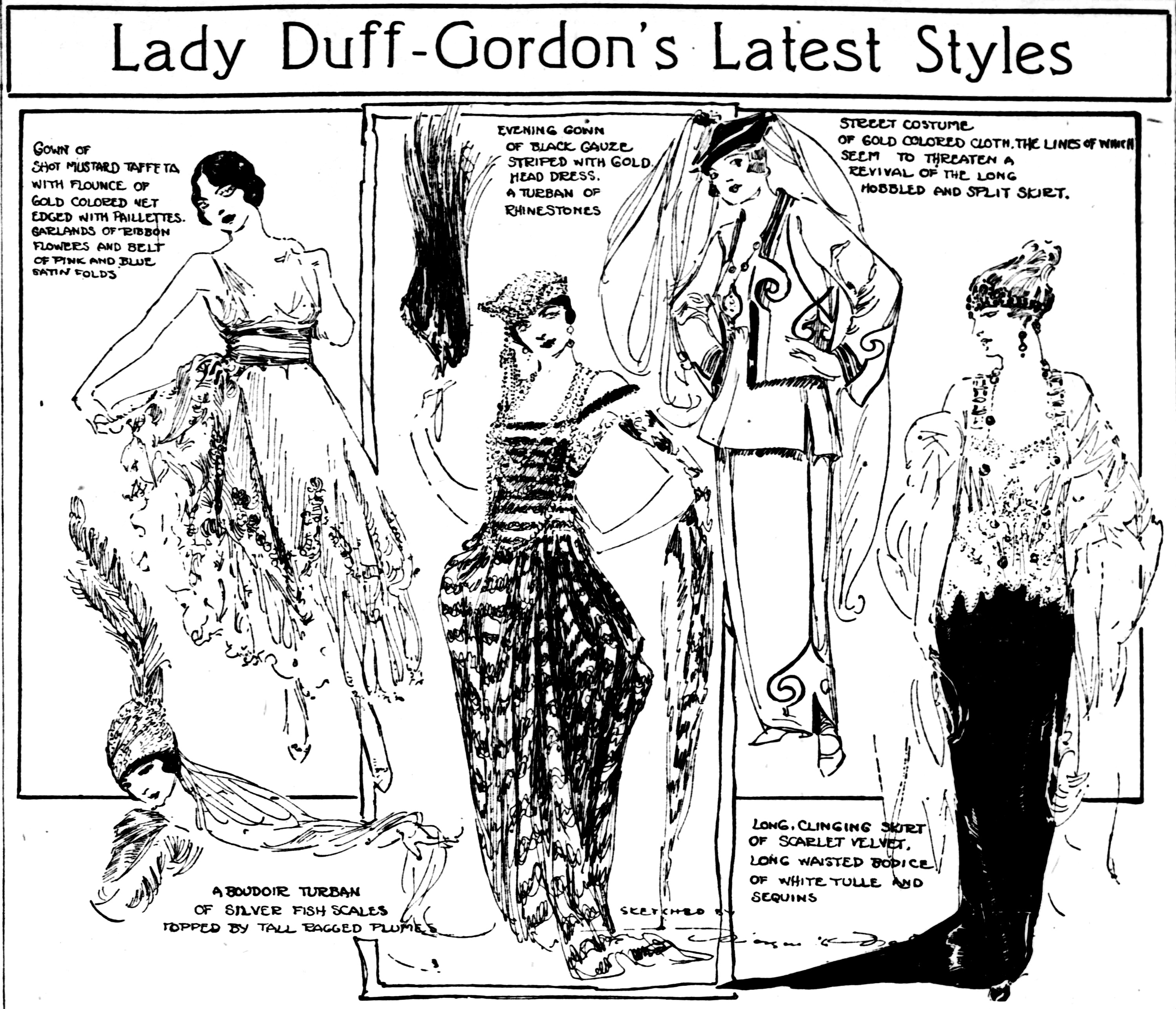
Styles de Lucy Christina Duff Gordon, tels que présentés dans une pantomime du circuit vaudeville et esquissés par Marguerite Martyn du St.Louis Post-Dispatch en avril 1918

La croissance continue du cinéma à bas prix au début des années 1910 porte le coup le plus dur au vaudeville. Le cinéma est d'abord projeté dans des salles de vaudeville. La première projection publique de films sur un écran a eu lieu au Koster and Bial's Music Hall de New York  en 1896. Attirés par des salaires plus élevés et des conditions de travail moins pénibles, de nombreux artistes et personnalités, tels que Al Jolson, W. C. Fields, Mae West, Buster Keaton, les Marx Brothers, Jimmy Durante, Bill "Bojangles" Robinson, Edgar Bergen, Fanny Brice, Burns et Allen et Eddie Cantor utilisent l'importance acquise dans les performances de variétés en direct pour se lancer dans le nouveau médium du cinéma. Ce faisant, ces interprètes épuisent souvent en quelques instants la nouveauté d'un acte qui aurait pu les maintenir en tournée pendant plusieurs années. D'autres artistes qui arrivent dans les dernières années du vaudeville, dont Jack Benny, Abbott et Costello, Kate Smith, Cary Grant, Bob Hope, Milton Berle, Judy Garland, Rose Marie, Sammy Davis Jr., Red Skelton, Larry Storch et Les Trois Stooges, utilisent le vaudeville uniquement comme rampe de lancement pour des carrières ultérieures. Ils quittent le spectacle avant d'atteindre la célébrité nationale des premières stars du vaudeville et trouvent la renommée dans de nouveaux lieux.
La frontière entre les performances live et filmées est brouillée par le nombre d'entrepreneurs de vaudeville qui font des incursions dans l'industrie du cinéma. Par exemple, Pantages se rend rapidement compte de l'importance des films en tant que forme de divertissement. Il les incorpore dans ses spectacles dès 1902. Plus tard, il conclut un partenariat avec les Famous Players-Lasky, une importante société de production hollywoodienne, filiale de Paramount Pictures.

À la fin des années 1920, la plupart des spectacles de vaudeville comprennent une bonne sélection de films. Plus tôt dans le siècle, de nombreux vaudevilliens, conscients de la menace représentée par le cinéma, espéraient que sa nature silencieuse empêcherait leur éviction de la première place dans l'affection du public. Avec l'introduction du cinéma parlant en 1926, les studios de cinéma en plein essor suppriment ce qui restait la principale différence en faveur du spectacle vivant : le dialogue parlé. L'historien John Kenrick écrit : 

« Les meilleures stars du vaudeville ont filmé leurs actes pour des récompenses ponctuelles, aidant par inadvertance à accélérer la mort du vaudeville. Après tout, alors que les théâtres "small time" peuvent offrir des artistes "big time" à l'écran à un nickel le siège, qui pourrait demander au public de payer des montants plus élevés pour des talents live moins impressionnants ? Les studios RKO nouvellement créés reprennent le célèbre circuit de vaudeville Orpheum et le transforment rapidement en une chaîne de salles de cinémas à plein temps. La tradition d'un demi-siècle du vaudeville est effectivement anéantie en moins de quatre ans. »

 Inévitablement, les gestionnaires réduisent encore les coûts en éliminant le dernier des spectacles en direct. Le vaudeville souffre également de la montée en puissance de la radio, à la suite de la plus grande disponibilité de récepteurs bon marché plus tard dans la décennie. Même les plus résistants de l'industrie du vaudeville se rendent compte que la forme est en déclin. La distribution standardisée des films et les images parlantes des années 1930 confirment la fin du vaudeville. En 1930, la grande majorité des cinémas, autrefois doublés en direct, sont désormais équipés pour le son, et aucun des grands studios ne produit plus de films muets. Pendant un certain temps, les théâtres les plus luxueux continuent à offrir des spectacles, mais la plupart de ces théâtres sont contraints par la Grande Dépression à faire des économies.
Il n'y a cependant pas de fin brusque au vaudeville, même si la forme s'affaisse clairement à la fin des années 1920. Joe Kennedy acquiert dans un rachat hostile la Keith-Albee-Orpheum Theatres Corporation (KAO), qui possède plus de 700 théâtres de vaudeville à travers les États-Unis qui ont commencé à montrer des films. Le passage du Palace Theatre de New York à une présentation exclusivement cinématographique le 16 novembre 1932 est souvent considéré comme le glas du vaudeville.
Bien que l'on entende plusieurs fois parler de sa résurrection au cours des années 1930 et plus tard, la disparition de l'appareil de soutien des circuits et le coût plus élevé du spectacle vivant rendent tout renouvellement à grande échelle du vaudeville irréaliste.

## Architecture

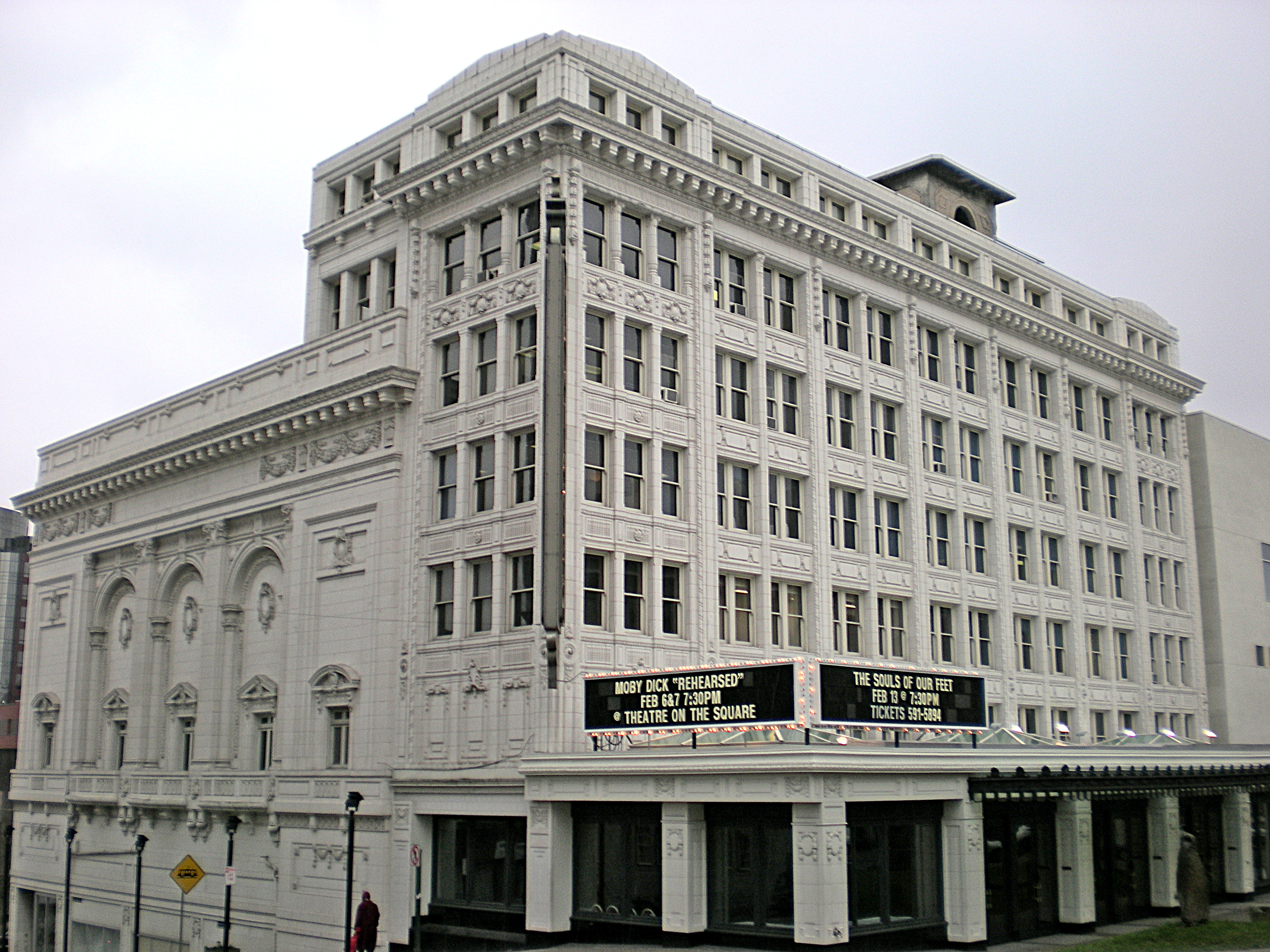
Le Pantages Theatre de Tacoma, Washington.

Les exemples les plus frappants de l'architecture théâtrale du Gilded Age sont commandés par les grands magnats du vaudeville et représentent les monuments à la gloire de leur richesse et de leur ambition. Les théâtres construits par l'impresario Alexander Pantages sont des exemples de cette architecture. Pantages fait souvent appel à l'architecte Benny Marcus Priteca, qui à son tour travaille régulièrement avec le décorateur Anthony Heinsbergen. Priteca conçoit un style néoclassique exotique que son employeur appelle « grec Pantages ».
Bien que le vaudeville classique atteigne un zénith d'enrichissement et de sophistication dans les zones urbaines dominées par les chaînes nationales et les théâtres de luxe, le vaudeville small-time comprend d'innombrables salles plus intimes et contrôlées localement. Ces petites salles sont souvent des saloons convertis, des théâtres mal dégrossis ou des salles polyvalentes, réunissant un large éventail de clientèle. De nombreuses petites villes possèdent des théâtres construits à cet effet.

## L'influence culturelle et l'héritage de Vaudeville
Certains des vaudevilliens les plus en vue réussissent la transition vers le cinéma, mais d'autres n'ont pas autant de succès. Certains interprètes tels que Bert Lahr façonnent leur carrière en combinant le spectacle vivant avec des rôles à la radio et au cinéma. Beaucoup d'autres apparaissent plus tard dans les stations balnéaires des Catskill qui constituent le Borscht Belt.
Le vaudeville joue un rôle déterminant dans le succès des nouveaux médias que sont le cinéma, la radio et la télévision. Les comédies de la nouvelle ère adoptent bon nombre des stéréotypes dramatiques et musicaux des numéros de vaudeville classiques. Les comédies cinématographiques des années 1920 aux années 1940 utilisent des talents de la scène vaudeville et suivent une esthétique vaudeville du divertissement de variété, à la fois à Hollywood et en Asie, y compris en Chine.
Le riche répertoire de la tradition du vaudeville est exploité pour des émissions de variétés radiophoniques de premier plan aux heures de grande écoute telles que le Rudy Vallée show. La structure d'un seul animateur présentant une série de numéros devient un style de télévision populaire et peut être vue de manière cohérente dans le développement de la télévision, du Milton Berle show en 1948 au Late Night with David Letterman dans les années 1980. Le format multi-actes a un succès renouvelé dans des émissions telles que Your Show of Shows avec Sid Caesar et The Ed Sullivan Show. Aujourd'hui, des interprètes tels que Bill Irwin, un acteur lauréat du Tony Award et d'une bourse MacArthur, sont souvent salués comme « New Vaudevillians ».
Les références au vaudeville et à l'utilisation de son argot distinctif se poursuivent dans toute la culture populaire occidentale. Des mots tels que « flop » et « gag » sont des termes créés à l'époque du vaudeville et sont entrés dans l'idiome américain.
Dans le catch professionnel, il y avait une équipe réputée de la WWE, appelée The Vaudevillains.
En 2018, le réalisateur Christopher Annino fonde la Vaudeville Con, une convention pour célébrer l'histoire du vaudeville. La première réunion s'est tenue à Pawcatuck, dans la ville de Stonington, Connecticut,.

## Les archives
Les archives du Tivoli Theatre de Sydney sont conservées à la Bibliothèque d'État du Victoria à Melbourne, Australie, avec des documents personnels d'artistes vaudevilliens du Tivoli Theatre, y compris de vastes collections de costumes et de décors, détenues par la Performing Arts Collection du Arts Centre Melbourne.
L'American Vaudeville Museum, l'une des plus grandes collections de souvenirs de vaudeville, est situé à l'Université de l'Arizona.
Les théâtres Elgin et Winter Garden de Toronto abritent la plus grande collection au monde d'accessoires et de décors de vaudeville.
La collection Benjamin Franklin Keith et Edward F. Albee, hébergée à l'Université de l'Iowa, comprend une grande collection de carnets de bords de gestionnaires de salles enregistrant et commentant la programmation et la qualité des numéros chaque soir. 